# Marjana Kotnik Poropat
Marjana Kotnik Poropat, slovenska pravnica in političarka, * 27. januar 1944.
Kotnik Poropatova je bila kot članica DeSUSa dva mandata (2011–2018) poslanka Državnega zbora Republike Slovenije.

## Življenjepis
Po izobrazbi je univerzitetna diplomirana pravnica. Sprva je bila več kot 19 let zaposlena v podjetju Koloniale Maribor, nato pa je leta 1987 postala direktorica kadrovsko-pravnega in splošnega sektorja v družbi Slavonija&Pik; leta 1992 je v isti družbi postala direktorica družbe. Istega leta se je zaposlila v Občini Ruše kot vodja premoženjsko-pravnega oddelka; tu je delala do upokojitve.
V svoji politični karieri je bila dva mandata delegatka Zbora združenega dela Skupščine SR Slovenije, občinska svetnica v Rušah in leta 2011 je bila izvoljena v Državni zbor Republike Slovenije.